# Afronemopoda ealaensis
Afronemopoda ealaensis är en tvåvingeart som först beskrevs av Vanschuytbroeck 1962.  Afronemopoda ealaensis ingår i släktet Afronemopoda och familjen svängflugor. Inga underarter finns listade i Catalogue of Life.